# Hronský Beňadik
Hronský Beňadik (fino al 1960 Svätý Beňadik, in ungherese Garamszentbenedek, in tedesco Sankt Benedikt) è un comune della Slovacchia facente parte del distretto di Žarnovica, nella regione di Banská Bystrica.

## L'abbazia
Nel paese sorge un'abbazia fondata nel 1075, che dà il nome allo stesso paese. Si tratta della più antica abbazia benedettina nel territorio dell'odierna Slovacchia.